# این خانه هتل نیست
این خانه، هتل نیست (ایتالیایی: Questa casa non è un albergo) یک مجموعۀ تلویزیونی ایتالیایی است که از ۲۳ ژانویه ۲۰۰۰ در ساعات پربیننده شبکه Rete 4 پخش شد. این سریال که فقط یک فصل داشت، شامل ۱۲ قسمت بود که هر کدام ۵۰ دقیقه طول داشتند.

## بازیگران
- نیکول گریمائودو
- ایرنه فری
- سابینا چوفینی
- آنا یوتسولینی
- کریستینا آسکانی